# Episodi di The Border (terza stagione)
La terza stagione della serie televisiva The Border è stata trasmessa in anteprima in Canada dalla CBC tra l'8 ottobre 2009 e il 14 gennaio 2010.
| nº | Titolo originale  | Titolo italiano | Prima TV Canada  | Prima TV Italia |
| -- | ----------------- | --------------- | ---------------- | --------------- |
| 1  | The Dead          |                 | 8 ottobre 2009   |                 |
| 2  | Broken            |                 | 15 ottobre 2009  |                 |
| 3  | Killer Debt       |                 | 22 ottobre 2009  |                 |
| 4  | Hate Metal        |                 | 29 ottobre 2009  |                 |
| 5  | Missing in Action |                 | 5 novembre 2009  |                 |
| 6  | Kiss and Cry      |                 | 12 novembre 2009 |                 |
| 7  | Bride Price       |                 | 19 novembre 2009 |                 |
| 8  | Dark Ride         |                 | 28 novembre 2009 |                 |
| 9  | Dying Art         |                 | 3 dicembre 2009  |                 |
| 10 | Spoils of War     |                 | 10 dicembre 2009 |                 |
| 11 | Credible Threat   |                 | 7 gennaio 2010   |                 |
| 12 | No Refuge         |                 | 14 gennaio 2010  |                 |